# Braula orientalis
Braula orientalis is een vliegensoort uit de familie van de bijenluizen (Braulidae). De wetenschappelijke naam van de soort is voor het eerst geldig gepubliceerd in 1963 door Orosi Pal.